# Ugo Tomeazzi
Ugo Tomeazzi (Bomporto, 24 dicembre 1940) è un allenatore di calcio ed ex calciatore italiano, di ruolo centrocampista o attaccante.

## Carriera

### Giocatore

#### Club
Cresciuto nelle giovanili del Modena, proveniente da una formazione dilettantistica ferrarese di Sant'Agostino, con i canarini ha disputato due stagioni in Serie B, nella seconda delle quali ha realizzato 11 reti, non sufficienti tuttavia ad evitare la retrocessione in Serie C.
Nel 1960 è transitato brevemente all'Inter, senza mai scendere in campo; quindi è passato al Torino, con cui ha esordito in serie A il 13 novembre 1960 in occasione del Derby della Mole, chiuso a reti bianche, e disputato 22 incontri, con 3 reti all'attivo, nel campionato 1960-1961, chiuso dai granata al dodicesimo posto.
A fine stagione ha cambiato nuovamente casacca, trasferendosi al Napoli, disputando 2 stagioni, la prima in A e la seconda in B, senza riuscire ad imporsi come titolare (28 presenze complessive), ma conquistando nell'annata 1961-1962 la promozione in A e la Coppa Italia. Nella stagione successiva, in Serie A, è stato squalificato per un mese per doping, insieme ad altre tre compagni di squadra.
Nel 1963 è passato al Mantova, formazione di cui diventerà una bandiera con 9 stagioni all'attivo, 5 in A e 4 in B, 219 presenze complessive, centrando due promozioni in massima serie (annate 1965-1966 e 1970-1971).
Ha lasciato i virgiliani al termine della stagione 1971-1972, conclusa con la retrocessione in B, e ha disputato le ultime stagioni della carriera in Serie C con Monza e Ravenna.
In carriera ha totalizzato complessivamente 131 presenze e 9 reti in Serie A e 185 presenze e 25 reti in Serie B.

#### Nazionale
Ha disputato con la Nazionale Olimpica le Olimpiadi di Roma 1960, chiuse al quarto posto, con all'attivo 4 presenze e 2 reti, tra cui quella nella finalina persa contro l'Ungheria.

### Allenatore
Ha intrapreso successivamente la carriera di allenatore, guidando il Mantova in Serie C fino alla stagione 1979-1980, quando è stato esonerato dopo un cattivo avvio di stagione. Nel 1982, mentre era alla guida della formazione Primavera della SPAL, è subentrato a Titta Rota alla guida della prima squadra, senza evitarne la retrocessione in Serie C1. Tra il 1983 e il 1985 ha guidato il Rovigo per due stagioni in Serie D: nella prima è giunto al secondo posto, staccato di due punti rispetto al Sassuolo, nel secondo è ancora nella piazza d'onore dopo un lungo duello con l'Orceana e ha mancato la finale di Coppa Italia battuto dal Rosignano. Successivamente ha allen4a il Suzzara, con cui ha ottenuto la promozione in serie C2 e il Carpi, con cui ha ottenuto la prima promozione in Serie C1 della storia della società, con una squadra ripescata dall'Interregionale. Rimane sulla panchina carpigiana per i tre successivi campionati in terza serie, e nel 1992 torna al Mantova, dove ottiene immediatamente la promozione in Serie C1; nella stagione successiva viene inizialmente sostituito da Gianfranco Bellotto, per poi tornare sulla panchina virgiliana conducendo la squadra ai playoff.
Dopo il fallimento del Mantova, nel 1994, sostituisce Ferruccio Mazzola al Modena, sempre in Serie C1, e quindi subentra a Giancarlo D'Astoli sulla panchina del Fiorenzuola, mancando l'approdo ai playoff. Nella stagione 2000-2001 torna per la terza volta al Mantova, come responsabile dell'area tecnica.

## Palmarès

### Giocatore

#### Competizioni nazionali
- Coppa Italia: 1

Napoli: 1961-1962
- Serie B: 1

Mantova: 1970-1971

### Allenatore

#### Competizioni nazionali
- Serie C2: 1

Mantova: 1992-1993
- Campionato Interregionale: 1

Suzzara: 1985-1986